# التغطية الصحفية خلال الإبادة الجماعية للأرمن

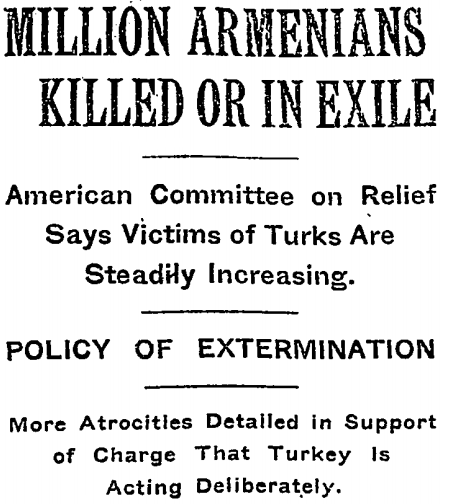
عنوان مقال نشر في 15 ديسمبر 1915 من صحيفة نيويورك تايمز

تحتوي هذه الصفحة على قائمة مختارة من عناوين الصحف ذات الصلة بالإبادة الجماعية للأرمن حسب التسلسل الزمني، كما هو مسجل في أرشيف الصحف. تتعلق المصادر قبل عام 1914 في جزء كبير منها بالمجازر الحميدية ومجزرة أضنة.
تمت تغطية الإبادة الجماعية الأرمنية على نطاق واسع في المجتمع الدولي وفي العديد من المنشورات مثل المجلات والصحف والكتب والمذكرات. استخدمت بعض المنظمات، مثل مؤسسة الشرق الأدنى، وسائل الإعلام والصحف لإثارة محنة الأرمن. ومع ذلك، بعد انتهاء الحرب العالمية الأولى، لم تحصل الإبادة الجماعية للأرمن على تغطية صحفية تذكر للنصف الأول من القرن العشرين. استؤنفت التغطية والمناقشة العامة في الربع الأخير من القرن العشرين واستمرت حتى القرن الحادي والعشرين.
كانت المناقشات الصحفية والصور الفوتوغرافية ذات أهمية خاصة في تثقيف الجمهور حول الإبادة الجماعية. كما تعتبر التغطية الصحفية ذات قيمة ومهمة لأنها تشكل مصادر أولية للأدلة المباشرة. خلال الفترة الزمنية، أدانت الكثير من الصحافة العالمية طبيعة المذابح ودعت لمساعدة الأرمن. تم تغطية الإبادة الجماعية للأرمن من قبل العديد في جميع أنحاء العالم وكانت متشابهة في كثير من الأحيان عند تصوير المذابح. قدمت العديد من الصحف المعروفة باللغة الإنجليزية مثل ذا تايمز ونيويورك تايمز وواشنطن بوست ولوس أنجلوس تايمز وغلوب آند ميل وتورونتو ستار ومونتريال جازيت وغيرها من الصحف تقارير مكثفة عن الأحداث. يعتقد أن صحيفة نيويورك تايمز نشرت آلاف المقالات المتعلقة بالمذابح الأرمنية بين 1894-1922 و124 مقالة في عام 1915 وحده. اعتمدت بعض الدول، مثل أستراليا، إلى حد كبير على وكالات الأنباء في أوروبا للحصول على معلوماتها. يشار إلى أن صحف مثل واشنطن بوست ونيويورك تايمز تحدثت عن مذابح أرمنية بشكل شبه يومي لأكثر من عام. شملت التغطية بشكل رئيسي تقارير من مراسلين ومسافرين وقناصل أو سفراء من دول مختلفة مقرها في مناطق مختلفة من الدولة العثمانية. بالإضافة إلى ذلك، وردت تقارير مفصلة من المبشرين الذين شهدوا المذابح وحاولوا مساعدة الأيتام والناجين الآخرين. جاءت التغطية الصحفية المحلية في الإمبراطورية العثمانية بشكل رئيسي من تقويم وقايع، الجريدة الرسمية للحكومة العثمانية. خلال المحاكم العسكرية التركية في 1919-1920، أصبحت الصحيفة ذات أهمية خاصة لأنها ذكرت الاستجواب المتبادل للمسؤولين الأتراك وحكم المحكمة الذي حكم على طلعت باشا وأنور باشا وجمال باشا بالإعدام بسبب أدوارهم في المذابح ضد الأرمن. لقد كانت الدراسات الجديرة بالذكر حول التغطية الصحفية للجاليات المسلمة في الشرق الأوسط، ولا سيما سوريا، مفيدة أيضًا في تصوير الروايات المباشرة عن الأرمن المرحلين في المنطقة. كما أشارت الصحافة السورية إلى الأثر الديموغرافي للمرحلين الأرمن إلى المنطقة، وأدانت الحكومة العثمانية لما اعتقدت إلى حد كبير أنه حملة «تدمير» و«إبادة» و«اقتلاع عرق».
خلال هذه الفترة، تم استخدام مصطلحات مثل «مذبحة» و«قتل» و«قتلوا» و«ذبح» و«مذبحة منهجية» و«إبادة» و«فظائع» و«جرائم حرب» بدلًا من «إبادة جماعية» حتى صاغ رافائيل ليمكين مصطلح «الإبادة الجماعية» في وقت لاحق عام 1943. خلال هذا الوقت، غالبًا ما نشأت الصور النمطية التي فضلت محنة الأرمن على الأتراك. تم اختراع ادعاءات مثل «الفظيع التركي» لتصوير الأتراك على هذا النحو حيث كان الأرمن يصورون في كثير من الأحيان على أنهم أبرياء. غالبًا ما يعتبر العلماء هذه القوالب النمطية معادية لتركيا اليوم.
أقيمت معارض أقامها متحف الإبادة الجماعية الأرمنية في يريفان في الدنمارك ولبنان والسويد والولايات المتحدة تعرض العديد من الدوريات من الصحافة الدولية التي يرجع تاريخها إلى عام 1860 حتى عام 1922. كما تم نشر العديد من الدراسات والكتب حول التغطية الصحفية للإبادة الجماعية بما في ذلك: "مطبعة أوروغواي لعام 1915 حول الإبادة الجماعية للأرمن" (بالإسبانية: El Genocidio armenio en la prensa del Uruguay، año 1915) لدانيال كارامانوكيان و"الإبادة الجماعية للأرمن في الصحافة الكندية" (بالفرنسية: Le Genocide Armenien dans la presse Canadian) من قبل اتحاد الشباب الأرمني في كندا و"الإبادة الجماعية للأرمن: أخبار من الصحافة الأمريكية 1915-1922" بقلم ريتشارد ج.كلويان و"الإبادة الجماعية للأرمن كما وردت في الصحافة الأسترالية" بقلم فاهي كاتب"، و"إعلان الإبادة الجماعية للأرمن: تقارير في هاليفاكس هيرالد، 1894-1922" بقلم كاتيا ميناس بيلتيكيان و"تمثيل ذا غلوب للإبادة الجماعية الأرمنية واعتراف كندا" بقلم كارين أشفورد، و"من خلال عيون "ذا بوست": التغطية الإعلامية الأمريكية للإبادة الجماعية للأرمن بواسطة جيسيكا ل. تايلور" وآخرين.

## القائمة
تتضمن هذه القائمة أمثلة لمقالات صحفية أعيد نشرها من قبل مصادر ثانوية مختلفة. تتضمن القائمة أيضًا تغطية صحفية للمجازر قبل الإبادة الجماعية للأرمن مثل المجازر الحميدية ومجزرة أضنة. ينظر العلماء إلى هذه المجازر على أنها بداية لعملية إبادة الشعب الأرمني، والتي توجت، في جزء كبير منها، في العملية النهائية للإبادة الجماعية في عام 1915. الكثير من هذا واضح في المقالات الصحفية نفسها لأنها تضع مرارًا مجازر عام 1915 في سياق المذابح السابقة. أيد علماء آخرون، مثل المؤرخين السوفييت مكرتيش ج. نرسيسيان وروبن ساهاكيان وجون كيراكوسيان ويهودا باوير، الرأي القائل بأن عمليات القتل الجماعي في 1894-1896 خلال المجازر الحميدية كانت المرحلة الأولى من الإبادة الجماعية للأرمن. ومع أن المجازر الحميدية انتهت في عام 1896، فقد استمر ذبح الأرمن خلال ما يعتقد الكثيرون أنه «أوقات سلمية». تضمنت المجازر التي ارتكبت خلال هذه الأوقات التهجير ونزع السلاح والتشتيت والقتل في النهاية.

### المذابح الحميدية وثورة ما قبل تركيا الفتاة

#### 1890
- 25 يوليو 1890، لوس أنجلوس تايمز، «الفظائع التركية: تفاصيل المذبحة في أرضروم»
- 26 يوليو 1890، نيويورك تايمز، "مذبحة أرضروم: ذبح الأرمن والقنصلية البريطانية بالحجارة".[24]
- 6 نوفمبر 1890، نيويورك تايمز، "قسوة الأتراك. البروفيسور بريس يصف حالة أرمينيا."

#### 1893
- 10 أبريل 1893، واشنطن بوست، «الزنزانات للمسيحيين: محاصرة حوالي 2000 أرمني في السجون التركية.»[24]
- 4 أغسطس 1893، لوس أنجلوس تايمز، «الأرمن: مسيحيون أبرياء أعدمتهم السلطات العثمانية».[24]
- 20 أكتوبر 1893، شيكاغو دايلي تريبيون، «قتل الأرمن في تركيا: إلقاء مئات الجثث في ميناء القسطنطينية».[24]

#### 1894
- 17 نوفمبر 1894، نيويورك تايمز، "مذبحة الأرمن: تساوي الجزاراين البلغاريين التي أدت إلى الحرب. مقتل أكثر من ستة آلاف شخص"
- 19 نوفمبر 1894، سيدني مورنينغ هيرالد، "الفظائع الرهيبة في أرمينيا. مذبحة نفذتها القوات التركية. ذبح الآلاف من السكان. ذبح الرجال والنساء والأطفال دون رحمة. انتهكت النساء وقطعن إلى قطع. تفاصيل مروعة."
- 20 نوفمبر 1894، ذي إيج، "المجازر في أرمينيا. ظهور الكوليرا بسبب جثث الضحايا."
- 20 نوفمبر 1894، هاليفاكس هيرالد، «مذبحة الأرمن: حكايات مروعة إثر سفك الأتراك للدماء - قتل الآلاف».[24]
- 22 نوفمبر 1894، شيكاغو دايلي تريبيون، "المجازر الأرمنية"
- 4 ديسمبر 1894، ذا ريكورد يونيون، "مذبحة الأرمن. تأكيد تقارير عن الفظائع البشعة في آسيا الصغرى"
- 6 ديسمبر 1894، ذا سكرانتون تريبيون، "تلك الفظائع الأرمنية."
- 7 ديسمبر 1894، بسمارك ويكلي تريبيون، "اللاجئون الأرمن."
- 17 ديسمبر 1894، بوسطن إيفينينغ ترانسكريبت، " تلك المجازر الأرمنية."

#### 1895

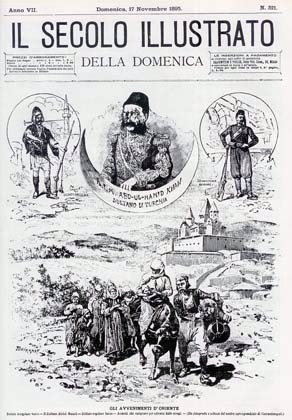
Il Secolo Illustrato، إيطاليا

- 14 يناير 1895، نيويورك تايمز، "لم نعلم الأسوأ؛ مذابح أرمنية كما وصفها القس جورج هـ. فيليان. أعمال وحشية فظيعة من الأكراد. تنبأ بالمزيد من الوحشية القاسية - تم إعلان كذب إنكار تركيا - مستقبل أرمينيا."
- 16 يناير 1895، نيويورك تايمز، "الأكراد والمسيحيون، بعض الاضطهاد والقسوة في أوقات السلم"
- 3 فبراير 1895، لوس أنجلوس هيرالد، "الأهوال الحمراء في ساسون. الفظائع في أرمينيا ليست مبالغة."
- 28 فبراير 1895، هاليفاكس هيرالد، «مذابح رهيبة: القوات التركية الغادرة تقتل 360 أرمنيًا من جميع الأعمار ومن كلا الجنسين».[24]
- 16 مارس 1895، نيويورك تايمز، "اضطهاد الأرمن"
- 16 مارس 1895، نيويورك تايمز، "قسوة كردية الشريرة"
- 25 مارس 1895، نيويورك تايمز، «ذبح ثمانية آلاف: فظائع مذابح أرمنية بدأ يدركها العالم للتو.»[24]
- 29 مايو 1895، لوس انجليس تايمز، "الرعب الأرمني".
- 13 يونيو 1895، هاليفاكس هيرالد، «الفظائع التركية: قصص بائسة عن النهب والحرق والتعذيب والقتل».[24]
- 5 أغسطس 1895، L'Univers Illustre،«أرمني مشنوق، القسطنطينية» [3]
- 5 سبتمبر 1895، نيويورك تايمز، "رستم باشا يذرف الدموع"
- 10 سبتمبر 1895، نيويورك تايمز، "محرقة أرمنية أخرى، حرق خمس قرى، وتشريد خمسة آلاف شخص، وتنظيم معاداة المسيحيين"
- 10 سبتمبر 1895، بروكلين دايلي إيغل، "الاعتداءات الأرمنية"
- 13 سبتمبر 1895، لو بوتي جورنال، "مذبحة أرمنية في القسطنطينية: تراكم جثث الضحايا، شوارع غلطة"
- 5 أكتوبر 1895، ذا سولت لايك هيرالد،" المشاهد في الكنائس. إنهم يسمعون ويأسفون في أقصى الحدود. الفظائع الأرمنية. هناك حاجة ماسة للتعاطف الأمريكي"
- 27 أكتوبر 1895، Il Secolo Illustrato، "مذبحة أرمنية في القسطنطينية"
- 17 نوفمبر 1895، صنداي هيرالد، "قتل الأرمن. تحت رعاية تركيا تم ذبح 5000 آخرين."
- 17 نوفمبر 1895، Il Secolo Illustrato، "السلطان الأحمر"[3]
- 19 نوفمبر 1895، ذا سان فرانسيسكو كآل، "جرائم مروعة من الأتراك الرهيبين "
- 29 نوفمبر 1895، فيرمونت فينيكس، "استمرار الفظائع الأرمنية"
- 4 ديسمبر 1895، The Chenango Semi-Weekly Telegraph،"مذبحتان أخريتان. مقتل آلاف الأرمن في مرعش"
- 14 ديسمبر 1895، هاربرز ويكلي، «مجازر أرمنية - دفن الضحايا».[7]

#### 1896

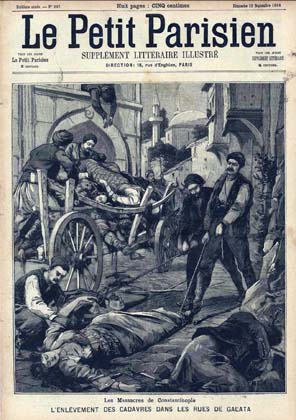
مذبحة أرمنية في القسطنطينية. تجمع جثث الضحايا، شارع جالاتا في مجلة لو بيتي باريزيان الفرنسية، 13 سبتمبر 1896

- 1896، Le Musée de Sires، عبد الحميد الثاني، السلطان الأحمر.[3]
- 25 يناير 1896، سولت ليك هيرالد، "مجازر أرمينيا"
- 12 فبراير 1896، Staunton Spectator،" الفظائع الأرمنية"
- 24 فبراير 1896، لوس أنجلوس هيرالد، " الفظائع الأرمنية. لم تنته من قبل عمال الهيئة. تحقيق هزلي. يتألف ببساطة من خطر الإبادة. الأرمن فقراء - قد ينهي الجوع والبرد العمل الذي بدأ بالسيف."
- 20 مايو 1896، سيدني مورنينغ هيرالد، "المجازر الأرمنية. تفاصيل رهيبة. ذبح ثمانية آلاف. تحميص ثلاثة آلاف على قيد الحياة."
- 23 مايو 1896، ذا سيدني مايل، " مجازر أرمنية. تفاصيل رهيبة."
- 29 أغسطس 1896، بروكلين دايلي إيجل، " تفاصيل المذبحة"
- 30 أغسطس 1896، ذا فيلادلفيا ريكورد، "على تركيا أن توضح. سلام أوروبا مهدد بسياسة السلطان الأرمنية."
- 24 أكتوبر 1896، بروكلين دايلي إيجل، "قتل الأرمن".

#### 1897
- 14 مارس 1897، لا ليبرول، "مذابح جديدة في أرمينيا"، الصفحة الأولى.[3]
- 27 مارس 1897، سيدني مورنينغ هيرالد، "مذابح أرمنية. لامبالاة السلطات التركية"، الصفحة الخامسة.
- 3 أبريل 1897، سيدني مايل، "مزيد من المجازر الأرمنية"، الصفحة السابعة.
- 29 مايو 1897، لي رير، "عبد الحميد الثاني، السلطان الأحمر"، الصفحة الأولى.[3]

#### 1898
- 5 أغسطس 1898، غلاسكو هيرالد، "المجازر الأرمنية"، الصفحة التاسعة.

#### 1900
- 19 يناير 1900، معلن نبراسكا، "المزيد من المذابح الأرمنية. يعود بعض الهاربين من عام 1895 إلى تركيا ويتبع ذلك سفك الدماء بسرعة."، الصفحة 7.
- 2 فبراير 1900، نسخة بوسطن المسائية، "مذبحة الجنرال خائف. الإرهاب بين المسيحيين في تركيا."، صفحة 12.
- 2 فبراير 1900، The Meriden Daily Journal،Connecticut، "خطط مذبحة أخرى للأتراك"، صفحة 1.
- 10 أغسطس 1900، جمهورية سانت لويس، "مذبحة الأرمن بأمر تركي. مئتان رجل وامرأة وطفل في منطقة ساسون ذبحوا من قبل الأكراد في المدينة لحرقهم."، صفحة 1.
- 10 أغسطس 1900، نيويورك تريبيون، "مقتل أرمن أكثر"، صفحة 9
- 17 أغسطس 1900، The McCook Tribune، "مزيد من المذابح الأرمنية"، صفحة 7.
- 21 أكتوبر 1900، نيويورك تايمز، "المذابح الأرمنية المروعة. نهب وغضب وقتل دون رادع لمدة خمسة أيام دمرت ثمانية قرى."
- 21 أكتوبر 1900، صحيفة شيكاغو دايلي تريبيون، «وقعت مذابح مروعة للأرمن في منطقة ديار بكر».[24]

#### 1901
- 30 أغسطس 1901، نداء سان فرانسيسكو، "الأكراد سيستمرون في مذبحة الأرمن"
- 30 أغسطس 1901، مجلة نورفولك الأسبوعية الإخبارية، "إبادة الأرمن"
- 6 سبتمبر 1901، The McCook Tribune، "نظام الإبادة. بدأ الأتراك مرة أخرى في مذبحة الأرمن."
- 14 ديسمبر 1901، نيويورك تايمز، "تخشى المجازر الأرمنية. تقرير المجلس الأمريكي يقول إن تكرار ذبح 1894 أمر مرجح."

#### 1902
- 16 أبريل 1902، سجل جينينغز اليومي، "ذبح الأرمن"

#### 1903
- 29 أبريل 1903، The Spokane Press، "السلطان يأمر مرة أخرى بمذبحة الأرمن"
- 29 أبريل 1903، واشنطن تايمز، "السلطان يأمر بالمذابح."
- 29 أبريل 1903، دايلي جورنال، "مضاد سلطان التهيج. قتل الأرمن سوف سيشتت الانتباه. الأكراد يهاجمون الأرمن الذين يفرون عبر الحدود الروسية والأتراك يقاتلون القوزاق"
- 1 مايو 1903، ذا ستارك كاونتي، "السلطان يصدر مرسومًا دمويًا. يوجه حلفاءه إلى تجديد المجازر الأرمنية، التي صدمت العالم بعد سنوات قليلة من الاشتباك القاتل."
- 4 مايو 1903، أبردين هيرالد، "يقال أن السلطان أمر بذبح المسيحيين في أرمينيا."
- 13 نوفمبر 1903، بالتيمور مورنينغ هيرالد، "الفرقة الأرمنية ذبحها الأتراك"
- 13 نوفمبر 1903، سبوكان دايلي كرونيكل، "مجزرة بدم بارد"

#### 1904
- 9 مايو 1904، ذا سانت لويس ريبابليك، "نداء لأمريكا لمساعدة الأرمن. السياسة التركية قاسية. إبادة رعاياه المسيحيين؛ طريقة السلطان المختارة عمدًا في حل المشاكل. "
- 13 مايو 1904، ذا داي، "الأتراك يمسحون الأرمن. القوات تبيد عمليًا كل شيء في جبال ساسون"
- 13 مايو 1904، ليويستون دايلي صن، "الفظائع التركية. إحراق قرى والقتلى في ساسون"
- 13 مايو 1904، أخبار Deseret، "تأكيد تقارير عن الفظائع التركية"
- 13 مايو 1904، ذا تاكوما تايمز، "قتل الأرمن"
- 14 مايو 1904، أتلانتا كونستيتيوشان، "سيف الأتراك الأحمر الملطخ بالدم"
- 14 مايو 1904، واشنطن بوست، «الأتراك يبيدون أرمن ساسون عمليًا»[24]
- 14 مايو 1904، ذا بادوكا صن، "قتل العديد من الأرمن على يد الأتراك"
- 19 مايو 1904، ذا ويكلي غيرنسي تايمز، "إبادة الأرمن."
- 29 مايو 1904، شيكاغو دايلي تريبيون، «يقال أن الأتراك دمروا 43 قرية وذبحوا السكان»[24]
- 9 يونيو 1904، نيويورك تايمز، "فرنسا تحذر تركيا؛ يجب أن تتوقف الفظائع في أرمينيا - تحقيقات ديلاكسي."
- 13 يونيو 1904، The Spokane Press، " ذبح 2000 أرمني"
- 16 يونيو 1904، مانسفيلد دايلي شيلد، "قتل 3000 من الأرمن على يد الأتراك".
- 30 يونيو 1904، ذا مونتريال غازيت، "المجازر الأرمنية. فظائع رهيبة ارتكبها جنود أتراك"
- 4 يوليو 1904، نيويورك تايمز، "مذبحة الأرمن العامة. يقال أنها بدأت في مقاطعة وان - قتل المسافرون."
- 6 يوليو 1904، مجلة مينيابوليس، "روزفلت قد يساعد الأرمن. النظر في خطوات منع وقوع مذابح أخرى - السواعد تهدد الرئيس."
- 25 يوليو 1904، The Spokane Press، " الأرمن يذبحون بالجملة"
- 3 أغسطس 1904، ذا ستار، "ذبح المزيد من الأرمن."

#### 1906
- 11 مايو 1906، ذا هاواي غازيت، "قتل الأرمن على يد الأتراك".

#### 1907
- 26 نوفمبر 1907، The Marion Daily Mirror، "ذبح الأرمن وحرق قراهم"
- 29 نوفمبر 1907، ذا سيدني مورنينغ هيرالد، "تجدد المجازر الأرمنية. إبراهيم باشا نشط."

### مذبحة أضنة

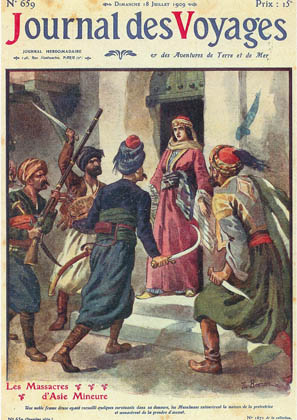
مجلة الرحلات، باريس، 1909

#### 1909
- 21 أبريل 1909، نيويورك تايمز، "المذابح المسلمة تحصد حياة 5000".
- 21 أبريل 1909، ذا واين كاونتي ديموكرات، "قتل المسيحيين في تركيا الآسيوية. المدينة تحترق والجنود عاجزون عن وقف ذبح الأرمن."
- 22 أبريل 1909، اوكلاند تريبيون، "يتم حرق النساء والأطفال أحياء"
- 23 أبريل 1909، نيويورك تايمز، "المرأة الأمريكية في خطر في هادجين"
- 25 أبريل 1909، نيويورك تايمز، "مقتل 30 ألف في مذابح؛ تقدير متحفظ لضحايا التعصب التركي في ولاية أضنة."
- 25 أبريل 1909، ذا بنساكولا جورنال، "مقتل 30 ألف في مذابح أرمنية"
- 25 أبريل 1909، بسمارك دايلي تريبيون، "مقتل 30,000 حساب تقدير في المذابح"
- 26 أبريل 1909، سيدني مورنينغ هيرالد، "المجازر الأرمنية".
- 29 أبريل 1909، ذا إيفينينغ ستايتمان، "استمرار المذابح المخيفة في تركيا"
- 2 مايو 1909، لو بيليرين، "المجازر الأرمنية، أضنة، 1909".[3]
- 2 مايو 1909، لو بيتيت جورنال، "مذابح المسيحيين في تركيا"
- 5 مايو 1909، ذا بينساكولا جورنال، "ذبح قرية أرمنية بأكملها من قبل الأتراك".
- 16-23 مايو 1909، La Domenica Del Corriere، " المذابح في شرق تركيا: أحتراق آلاف الأرمن أحياءً على يد الأتراك بالقرب من الكنيسة الكاثوليكية في أضنة"[3]
- 14 يوليو 1909، كريستيان هيرالد، "فرز الملابس في الكنيسة الغريغورية، للأرمن المعوزين"
- 18 يوليو 1909، مجلة الرحلات، " المذابح في آسيا الصغرى، أضنة، 1909".[3]
- 22 أغسطس 1909، نيويورك تايمز، "ذبح المسيحيين في آسيا الصغرى."

#### 1912
- 9 سبتمبر 1912، إل باسو هيرالد، "الأرمن يذبحون على أيدي الأكراد".

### الإبادة الجماعية للأرمن

#### 1913
- يناير 1913، ذا ليفينغ إيج "خطر أرمينيا".[5]
- 5 يوليو 1913، ذا ليتارايري دايجست، "سوء حكم تركيا الفتاة في أرمينيا".[5]

#### 1914
- 12 نوفمبر 1914، نيويورك تايمز، "تقرير المسيحيين خطر في تركيا".

#### 1915
يناير

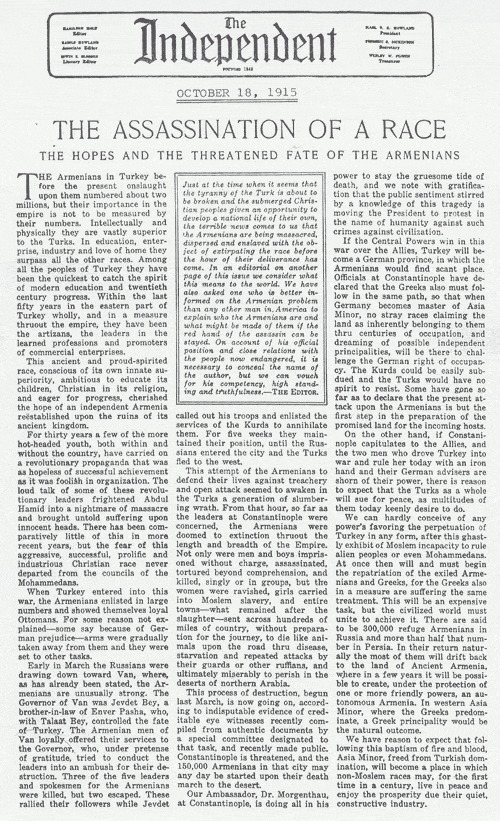

- 11 يناير 1915، نيويورك تايمز، "يقال الأتراك ينصحون المسيحيين بالفرار: الخوف من مذبحة عامة في القسطنطينية إذا اجتاز أسطول الحلفاء الدردنيل".
- 13 يناير 1915، نيويورك تايمز، "المسيحيون في خطر عظيم."
- 30 يناير 1915، جولني إيفينينغ بيني بوست، "المذابح الأرمنية"

مارس
- 20 مارس 1915، نيويورك تايمز، "تناثر الجثث الأرمنية على سهل كامل".

أبريل
- 26 أبريل 1915، ذا كليفلاند ليدر، "المذبحة الكردية للمسيحيين تنمو. محو 800 قرية أرمنية؛ مهاجمة عشرة أخرى."
- 28 أبريل 1915، أتالانتا كونستتيوشان، "مذبحة مستمرة في أرمينيا التركية"
- 28 أبريل 1915، أتالانتا كونستتيوشان، "الولايات المتحدة تحث على إنقاذ الأرمن."
- 28 أبريل 1915، نيويورك تايمز، "نداء إلى تركيا لوقف المجازر" دليل صورة
- 29 أبريل 1915، نيويورك تايمز، "تركيا تمنع الصليب الأحمر: لن تسمح لأمريكا بمساعدة المعاناة الأرمنية."[5]

مايو
- 10 مايو 1915، سانت بول بايونير بريس، "الأرمن يناشدون ويلسون للحصول على المساعدة."[25]
- 17 مايو 1915، The Ogden Standard، "الأرمن في مذبحة وان."
- 18 مايو 1915، نيويورك تايمز، "مقتل 6000 أرمني."
- 18 مايو 1915، ريتشموند تايمز ديسباتش، "ذبح الأرمن."
- 24 مايو 1915، نيويورك تايمز، "الحلفاء لمعاقبة الأتراك الذين يقتلون."
- 25 مايو 1915، زيهان ودوناس هيرالد، "المجازر الأرمنية: اللوم يقع على أرمينيا. مقتل جميع الرجال القادرين على العمل. تدمير قرى بأكملها."
- 25 مايو 1915، نورثين ستار، "الفظائع الأرمنية: مذبحة مروعة في أرمينيا."

يوليو
- 12 يوليو 1915، نيويورك تايمز، "الأتراك يطردون المسيحيين الأصليين."
- 29 يوليو 1915، ذا تايمز، "مذابح ورد ذكرها في أرمينيا."
- 29 يوليو 1915، نيويورك تايمز، "مذابح بالجملة للأرمن من قبل الأتراك."[5][26]

أغسطس
- 4 أغسطس 1915، نيويورك تايمز، "تقرير الأتراك أطلقوا النار على امرأة وطفل، ذبح تسعة آلاف أرمني وألقوا في دجلة، اللجنة الاشتراكية تسمع."
- 6 أغسطس 1915، نيويورك تايمز، "الرعب الأرمني ينمو: مذبحة أكبر من تحت عبد الحميد، تقول لندن بيبر."
- 10 أغسطس 1915، نيويورك تايمز، "اذبح جميع الأرمن في مدينة Kerasunt. الأتراك يقضون على السكان في المدينة الواقعة على البحر الأسود."[5]
- 17 أغسطس 1915، ذا تايمز، "طرد الأرمن."
- 18 أغسطس 1915، نيويورك تايمز، "يتم إرسال الأرمن إلى الموت في الصحراء: اتهم الأتراك بالتخطيط لإبادة جميع السكان - ذبح شعب كاراهيسار."
- 20 أغسطس 1915، نيويورك تايمز، "حرق 1000 أرمني: الأتراك يحبسونهم في مبنى خشبي ثم يشعلون الشعلة."
- 25 أغسطس 1915، نيويورك تايمز، "سوب الأتراك للأرمن، الباب العالي يعد بعدم ترحيل 10 في المائة منهم."
- 25 أغسطس 1915، نيويورك تايمز، "الأتراك يُخلون مدن أرمينيا. تقارير المسافر تفيد بطرد مسيحيي الأراضي الكبيرة من منازلهم. 600 ألف جائع على الطريق."

سبتمبر

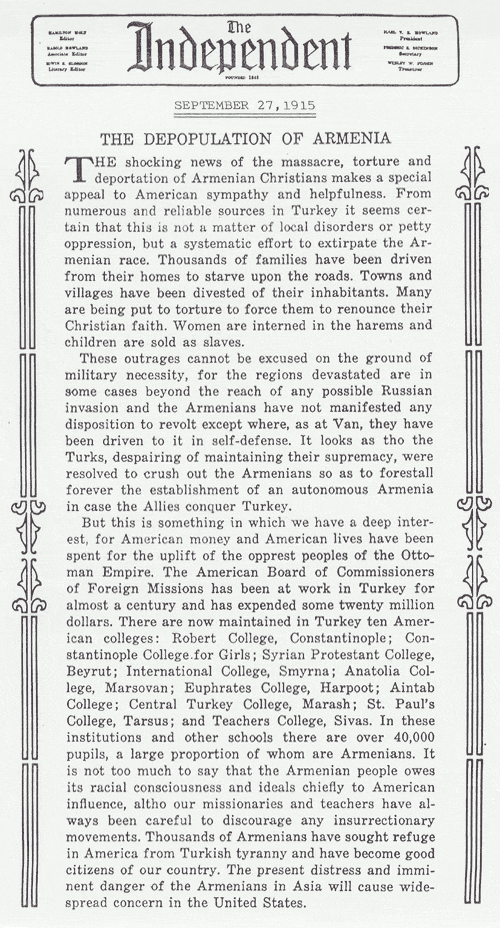
اغتيال عرق عنوان ذا إندبندنت بتاريخ 18 أكتوبر 1915

- 5 سبتمبر 1915، نيويورك تايمز، "1,500,000 أرمني يتضورون جوعًا"[27]
- 7 سبتمبر 1915، سانت بول بايونير بريس، " أنقذوا الأرمن "
- 13 سبتمبر 1915، دولوث نيوز تريبيون، "بيع الفتيات الأرمن في العاصمة التركية"
- 14 سبتمبر 1915، نيويورك تايمز، "لوازم زوايا لجنة الدفاع"
- 16 سبتمبر 1915، نيويورك تايمز، "إجابة مورغنثاو عن طريق شنق الأرمن، إنه يحتج على حرب الإبادة الجارية الآن"
- 21 سبتمبر 1915، نيويورك تايمز، "برايس يطلب منا مساعدة أرمينيا؛ يقول أن جميع المسيحيين في Trebizond، وعددهم 10 آلاف، غرقوا. ضبطت نساء للحرملك. القوة الوحيدة القادرة على إيقاف المجازر هي ألمانيا، ونحن قد نقنعها بالعمل."
- 23 سبتمبر 1915، The Winona Independent، "جلب الأرمن إلى أمريكا"
- 23 سبتمبر 1915، ذا إيفينينغ إندبدنت، "ذبح الأرمن بآلاف. التقارير الرسمية بأن الأتراك قتلوا نصف مليون. مناشدة العم سام لإنقاذ الشعب المنكوب."
- 23 سبتمبر 1915، ذا ميركوري، "الفظائع التركية. الذبح المنهجي للأرمن. مقتل نصف مليون. الجثث منتشرة على الطرق . غرق عشرة آلاف."
- 24 سبتمبر 1915، دولوث هيرالد، "نصف مليون أرمن يقتلون في تركيا"
- 24 سبتمبر 1915، نيويورك تايمز، "يقال أن 500 ألف من الأرمن قد هلكوا" دليل صورة
- 25 سبتمبر 1915، غلاسكو هيرالد، "المجازر الأرمنية. سياسة الإبادة في تركيا. قصة رعب. "
- 25 سبتمبر 1915، نيويورك تايمز، "يقول أرمينيا مهددة بخطر الانقراض؛ الدكتور غابرييل يخبر أكثر من 450 ألف قتلوا في المذابح الأخيرة. 600 ألف دفعوا إلى المنفى. ما لم تتدخل السلطات المحايدة، يقول نوبار باشا، فإن كل الناس تقريبًا محكوم عليهم بالفشل."
- 27 سبتمبر 1915، ذا إندبندنت، «إخلاء أرمينيا»[5]
- 27 سبتمبر 1915، The Superior News Tribune، "المسؤولون الأتراك يروجون للمذابح"
- 27 سبتمبر 1915، لوس أنجلوس تايمز، "مذبحة الأرمن في ذروة غضبها: تلقي تأكيد الذبح من قبل البروفيسور داتون. تقرير يفيد بأن 500 ألف رجل وامرأة وطفل إما قتلوا على يد الأتراك أو تم دفعهم إلى الصحراء ليهلكوا جوعًا - برنامج إبادة غير المسلمين مقرر."
- 27 سبتمبر 1915، نيويورك تايمز، "تم تأكيد حكايات الرعب الأرمني: لجنة الفظائع تقول أن 500 ألف ضحية عانوا بالفعل."
- 27 سبتمبر 1915، ذا صن، "قتل 500 ألف أرمني في 6 شهور."
- 27 سبتمبر 1915، ذا إندبندنت، "إخلاء أرمينيا"
- 28 سبتمبر 1915، جولني إيفينينغ بيني بوست، "المذابح الأرمنية"
- 28 سبتمبر 1915، The Horsham Times، "مذابح الأرمن. قسوة لا تصدق."
- 28 سبتمبر 1915، كيرانج نيو تايمز، "أرمينيا دمرها الأتراك. قصص مخيفة عن الفظائع."
- 29 سبتمبر 1915، ذا تورنتو وورلد، "تزايد الفظائع الأرمنية في الرعب. برنامج الحكومة العثمانية للقضاء على المسيحيين في السيادة"
- 29 سبتمبر 1915، ذا آوتلوك، "الفظائع التركية في أرمينيا"
- 29 سبتمبر 1915، نيويورك تايمز، "النساء الأرمن يطرحن في المزاد"
- 30 سبتمبر 1915، سانت بول بايونير بريس، "أرمينيا المثيرة للشفقة."
- 30 سبتمبر 1915، نيويورك تايمز، "قتل المسؤولون الأرمن على يد الأتراك"[5]
- 30 سبتمبر 1915، ذا تايمز، "القتل بالجملة في أرمينيا: إبادة سباق[وصلة مكسورة]"

أكتوبر

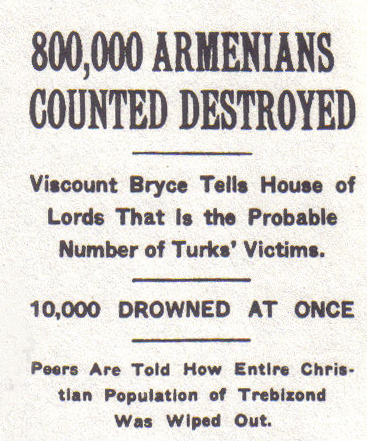
7 أكتوبر 1915، نيويورك تايمز

- 1 أكتوبر 1915، واشنطن هيرالد، "ستطلب مساعدة الولايات المتحدة لمعاناة الأرمن. تفاصيل الأعمال الوحشية التي سيتم نشرها يوم الاثنين لجلب تدخل الحكومة."
- 2 أكتوبر 1915، مجلة سورفي، "إبادة جميع الأرمن المهددين"
- 4 أكتوبر 1915، نيويورك تايمز، "قصة الرعب في أرمينيا"
- 4 أكتوبر 1915، دولوث نيوز تريبيون، "Evidence أدلة تصور الأتراك على أنهم جزارين"
- 4 أكتوبر 1915، دولوث نيوز تريبيون، "التحدث معه حول ذلك"
- 5 أكتوبر 1915، مينيابوليس جورنال، "كلمة إلى تركيا"
- 5 أكتوبر 1915، سبرينغفيلد ريبابليكان، "تحذير تركيا. صديق في خطر. ما لم تتوقف المذابح."
- 5 أكتوبر 1915، دولوث هيرالد، " الحرب المقدسة مستمرة في تركيا: الأتراك والأكراد عازمون على إبادة جميع الأرمن"
- 5 أكتوبر 1915، ذا بيتسبرغ بريس، "الولايات المتحدة تحث تركيا على وضع حد للمذابح الأرمنية"
- 5 أكتوبر 1915، إيستون فري بريس، "الولايات المتحدة تعمل على فظائع الأتراك. يحذر بورت من أنه يجب وقف المذابح الأرمنية"
- 6 أكتوبر 1915، كيوي كورير، "خطر الفظائع التركية"
- 7 أكتوبر 1915، ذا تايمز، "المجازر الأرمنية[وصلة مكسورة]"
- 7 أكتوبر 1915، نيويورك تايمز، "لديها بالفعل 75 ألف دولار لمساعدة الأرمن"
- 7 أكتوبر 1915، نيويورك تايمز، "تحطيم ما يقرب من 800 ألف أرمني"
- 8 أكتوبر 1915 The Ballarat Courier، "الفظائع الأرمنية: الأطباء والممرضات مطلوبون"
- 8 أكتوبر 1915، داتش هيرالد، "مذبحة الأرمن"
- 8 أكتوبر 1915، ذا تايمز، "المجازر الأرمنية[وصلة مكسورة]"
- 8 أكتوبر 1915، مطبعة سانت بول بايونير، " تدابير قوية."

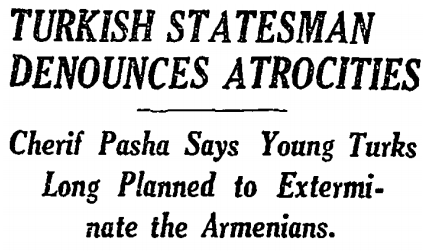
10 أكتوبر 1915 نيويورك تايمز

- 9 أكتوبر 1915، ذا ليتارايري دايجست، " إبادة الأرمن"[5]
- 10 أكتوبر 1915، نيويورك تايمز، " رجل الدولة التركي يندد بالفظائع"
- 10 أكتوبر 1915، دولوث نيوز تريبيون، "مقتل المسيحيين وحرق المهمة في إمبراطورية الأتراك"
- 11 أكتوبر 1915، دولوث هيرالد، "ستحتج على جرائم القتل الأرمنية"
- 12 أكتوبر 1915، إيستون فري بريس، "المجازر الأرمنية تجدد بقوة" .
- 13 أكتوبر 1915، روتشستر دايلي بوست آند ريكورد، "المجازر الأرمنية"
- 13 أكتوبر 1915، ذا غازيت تايمز، "الأتراك يجددون القتل الوحشي للأرمن"
- 13 أكتوبر 1915، دولوث ويكلي هيرالد، "الأتراك يجددون المجازر"
- 13 أكتوبر 1915، دولوث نيوز تريبيون، "حكايا المزيد من الفظائع التي ارتكبها الأتراك"
- 13 أكتوبر 1915، لوس أنجلوس تايمز، «تعطي تفاصيل عن المذابح: اللجنة الأمريكية تتلقى أخبارًا من أرمينيا؛ المحكوم عليهم يتحولون إلى مرتكبي جرائم القتل؛ الآلاف من الضحايا يقتلون على الطرق السريعة.»
- 14 أكتوبر 1915، ذا تايمز، "تجدد المجازر الأرمنية[وصلة مكسورة]"
- 14 أكتوبر 1915، توليدو بليد، "المجازر الأرمنية تجدد من قبل الأتراك. إفادت من مورغنثاو بقتل الأغلبية. "
- 15 أكتوبر 1915، لوس أنجلوس تايمز، «اطلب من ويلسون وقف المذابح الأرمنية: قرارات حركة ليمان التبشيرية تطلب من الرئيس أن يتصرف. إرنست بارتريدج من سيواس في تركيا يخبر المندوبين أن 800 ألف شخص قد قتلوا وأن العرق سيتم القضاء عليه بالكامل»
- 17 أكتوبر 1915، دولوث نيوز تريبيون، "اللاجئون الأرمن في حالة مَرضية؛ الآلاف بحاجة إلى المساعدة"
- 18 أكتوبر 1915، نيويورك تايمز، "الآلاف يحتجون على جرائم القتل الأرمنية"

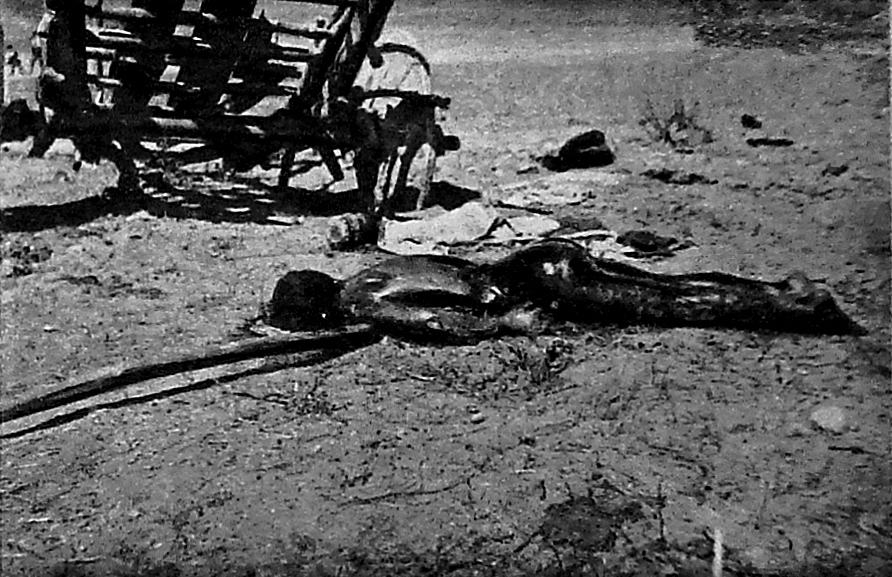
امرأة أرمنية معذبة لديها طفل على النحو الذي أوردته صحيفة Iskri الروسية

- 18 أكتوبر 1915، Iskri Newspaper، "امرأة أرمنية معذبة مع طفلها"[28]
- 18 أكتوبر 1915، ذا إندبندنت، "اغتيال عرق"

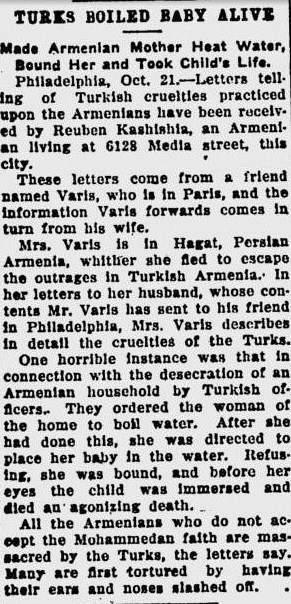
22 أكتوبر 1915، فريدريكسبيرغ دايلي ستار، «الأتراك يغلون طفل حي. جعلوا الأم الأرمنية تسخن الماء، وربطوها وأفقدوا الطفل حياته».

- 22 أكتوبر 1915، نيويورك تايمز، "فقط 200 ألف أرمني باقون الآن في تركيا؛ مقتل أكثر من مليون قتلوا، أو استعبدوا، أو نفيوا، حسب ورقة تيفليس" .
- 22 أكتوبر 1915، ذا دايلي ستار، "الأتراك يغلون طفلًا حيًا. جعلوا الأم الأرمنية تسخن الماء وربطوها وأفقدوا الطفل حياته."
- 22 أكتوبر 1915، ذا واشنطن هيرالد، "الأرمن في تركيا على وشك الإبادة"
- 23 أكتوبر 1915، دولوث نيوز تريبيون، "المسؤولون الأتراك لا يظهرون أي اهتمام: الحكومات الألمانية تبذل جهودًا للتخفيف من الفظائع المزعومة على الأرمن"
- 23 أكتوبر 1915، هونولولو ستار بوليتن، "موجة من السخط تجتاح الولايات في الفظائع التركية. تهديد إبادة الأرمن يتسبب في التعاطف"
- 23 أكتوبر 1915، La Rire Rouge، "المذابح الأرمنية"
- 26 أكتوبر 1915، دولوث نيوز تريبيون، "الأتراك يواصلون العمل البربري: اقتل الأرمن"
- 26 أكتوبر 1915، كورنيل دايلي صن، "الأعمال الوحشية تشمل أسقف الخيل. ورد أن الأتراك ارتكبوا مذابح رهيبة في أرمينيا. تعامل المرأة بشكل فظيع. مرتبط بالعربات ويتعرض للجوع والتأثير الألماني المشتبه فيه بالطقس"
- 27 أكتوبر 1915، ويكلي جورنال-مينر، "الأتراك الرهيبون في لعبة الذبح القديمة. فظائع لا توصف أوقعت الأرمن، بحسب قصة السجين"

شهر نوفمبر

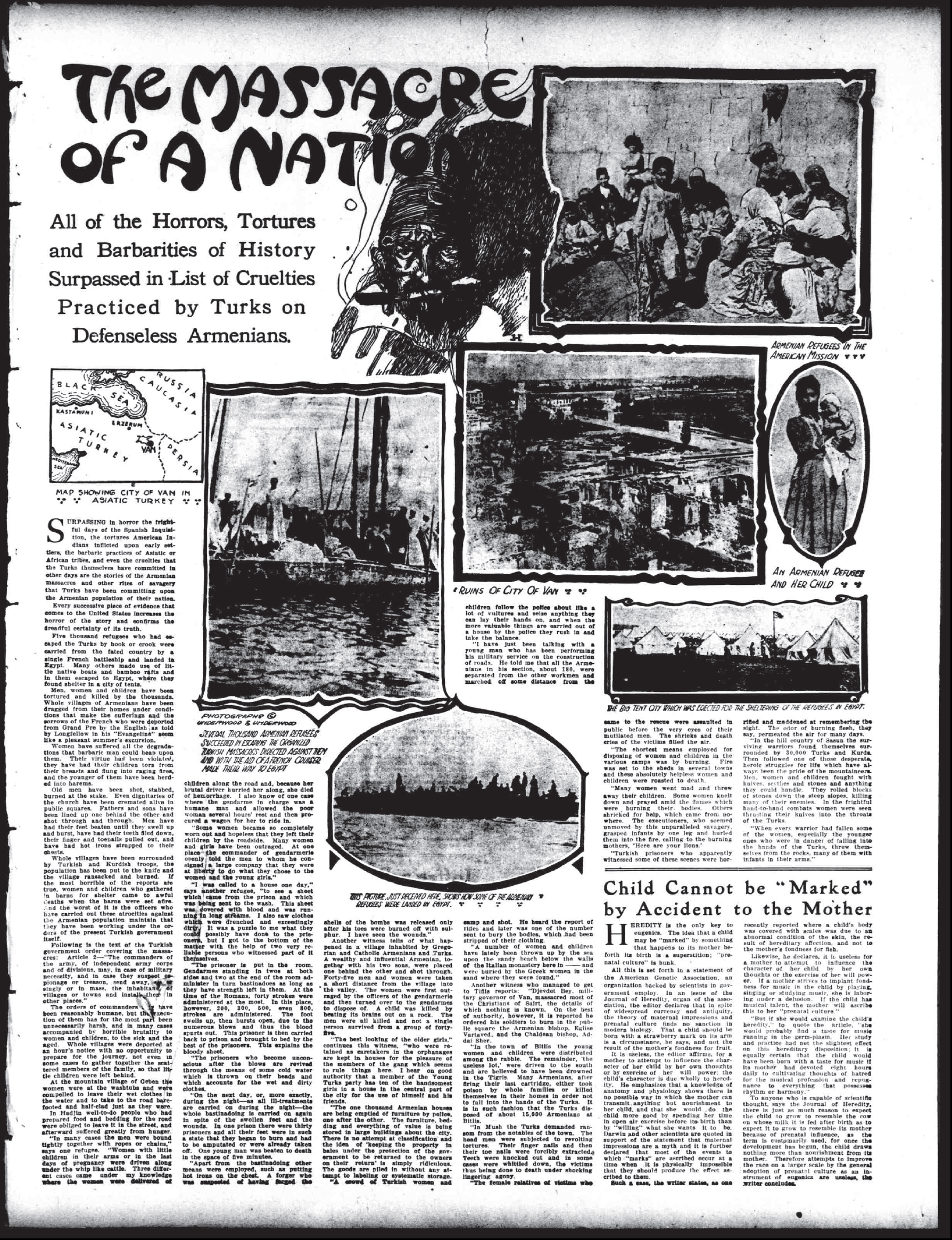
ذا واشنطن هيرالد 19 ديسمبر 1915

- 1 نوفمبر 1915، نيويورك تايمز، "تركيا تمنع مساعدة الأرمن"
- 27 نوفمبر 1915، كريستيان ساينس مونيتور، " أعطاء مزيد من التفاصيل عن الفظائع الأرمنية. اللورد برايس يؤكد تجاوزات الأدلة الإضافية في تصريحات الرعب السابقة."
- 27 نوفمبر 1915، سبرينغفيلد ريبابليكان، "عمل الأشرار" الرعب الأرمني. يرويه لورد برايس."
- 29 نوفمبر 1915، وارويك إكسامينر آند تايمز، "الفظائع الأرمنية: وحشية لا مثيل لها"
- 29 نوفمبر 1915، ذا أرغوس، "الأرمن. قتل نصف مليون. أهوال تخثر الدم"

ديسمبر
- 3 ديسمبر 1915، بوردر مورنينغ مايل آند ريفيرينا تايمز، "الفظائع الأرمنية: مقتل الأساقفة"
- 12 ديسمبر 1915، لو بيتيت جورنال، "مذابح أرمينيا"
- 12 ديسمبر 1915، نيويورك تايمز، "امرأة تصف عمليات القتل الأرمينية: مبشر ألماني يقول أن الأتراك أعلنوا أن الإبادة هي هدفهم."
- 15 ديسمبر 1915، نيويورك تايمز، "مقتل الملايين الأرمن أو في المنفى "
- 18 ديسمبر 1915، ذا باتهورست تايمز، "الفظائع الأرمنية: قصص مرعبة"
- 19 ديسمبر 1915، ذا واشنطن هيرالد، "مذبحة أمة. تجاوزت كل أهوال التاريخ والفظائع والوحشية في قائمة القسوة التي يمارسها الأتراك على الأرمن العزل."

#### 1916

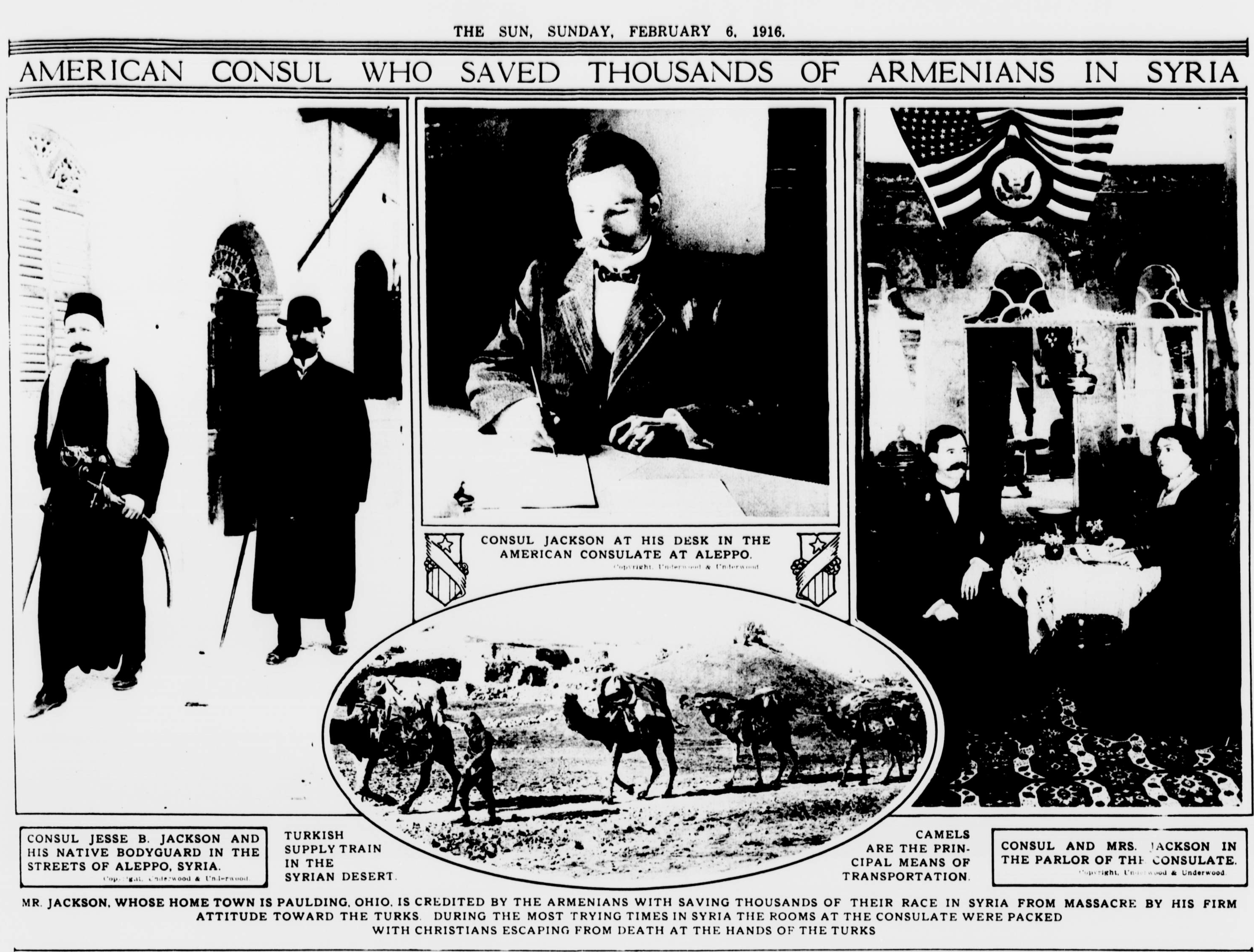
قاد جيسي ب. جاكسون حملة لإنقاذ حياة الأرمن ودعم جهود الإغاثة. وفقًا لهذه المقالة التي نشرتها ذا صن في 9 فبراير 1916، فقد تم اعتماده لإنقاذ حياة "الآلاف من الأرمن".

- 17 يناير 1916، وارويك إكسامينير آند تايمز، "الأعمال الوحشية الأرمنية: مذبحة وحشية من قبل الأتراك."
- 26 يناير 1916، نيويورك تايمز، "برايس يطلب من أمريكا مساعدة الأرمن. اللاجئون يتضورون جوعًا إن لم يتم إطعامهم بسرعة لإعلام واشنطن"
- 29 يناير 1916، بيسبي دايلي ريفيو، "المجلس الأمريكي وزوجة ينقذان الآلاف من الأرمن"
- 5 فبراير 1916، ذا نيو إيج، "جريمة قتل أرمينيا"
- 6 فبراير 1916، ذا صن، "القنصل الأمريكي الذي أنقذ آلاف الأرمن في سوريا"
- 6 فبراير 1916، نيويورك تايمز، "رأى الأرمن يتضورون جوعًا إلى المنفى"[7]
- 14 فبراير 1916، هونولولو ستار بوليتين، "تقارير أخرى عن مجازر أرمنية"
- 21 فبراير 1916، The Ballarat Courier، "الأعمال الوحشية الأرمنية: أمريكا تحذر تركيا"
- 6 مايو 1916، لو ماتين، "الأعمال الوحشية التركية: تم إلقاء الأطفال الصغار في البحر، تم إطلاق النار على الرجال في حزم[وصلة مكسورة]"[29]
- 6 يونيو 1919، يانجستاون فينديكاتور " الأرمن المعذبون يبكون من أجل انتداب أمريكي"
- 30 يونيو 1916، إكسلسيور، "رمز لحماية الأرمن من قبل الروس"[3]
- 5 يوليو 1916، مجلة آوتلووك، "معاملة تركيا للأرمن"
- 12 يوليو 1916، نيويورك تايمز، " الأتراك يطردون المسيحيين الأصليين: اليونانيون والأرمن طردوا من المنازل وتم تحويلهم بالسيف، حسب تأكيد الأمريكيين"
- 24 يوليو 1916، ذا تايمز، " مصير الأرمن.تاريخ "ذا تايمز" والفظائع التركية.[وصلة مكسورة]"
- 21 أغسطس 1916، نيويورك تايمز، "الأرمن يموتون في معسكرات السجون. يقول وزير صندوق اللاجئين أن مئات الآلاف لا يزالون في خطر من الأتراك"
- 4 أكتوبر 1916، ذا سبوكسمان ريفيو ، "اسأل 5,000,000 دولار للأرمن. تقرير يعلن أن هناك 1.000.000 معدم في هذا البلد وسوريا. قُتل الكثير."
- 4 أكتوبر 1916، أتالانتا كونستتيوشان، "1,000,000 شخص يموتون من الجوع تم إطلاق حملة في الولايات المتحدة لإغاثة الأرمن والسوريين. قصص معاناة المتسول."
- 4 أكتوبر 1916، ذا داي، "نصف شعب أرمينيا يقتلون؛ اطلبوا المساعدة من أجل البقية"
- 25 أكتوبر 1916، كوسيوسكو يونيون، "الأمريكيون يدفعون الآلاف لإغاثة الأرمن"
- أكتوبر 1916، The Missionary Review of the World، "علامات الموت في تركيا"
- نوفمبر، 1916، ذا أتلانتيك مانثلي، "جلد أمة"[5]
- 11 نوفمبر 1916، ليتارايري دايجست، " لماذا قتل الأرمن"[7]
- 12 نوفمبر 1916، نيويورك تايمز، "الرعب الأرمني الذي يراه الألمان: وثائق في حوزة الحكومة الفرنسية تقدم تفاصيل عن الفظائع."
- 12 نوفمبر 1916، نيويورك تايمز، "اعترافات خليل بك: تركيا تخطط لإبادة عرق الأرمن."
- 27 نوفمبر 1916، "Armjanski vestnik، "جثث الأرمن"[3]
- 3 ديسمبر 1916، لوس أنجلوس تايمز، «أهوال جديدة للمجازر الأرمنية المبلغ عنها من تركيا الآسيوية».

#### 1917
- 1 يناير 1917، نيويورك تايمز، "رأى الأرمن مدفونين على قيد الحياة: هكذا يقول موسيمان، الذي يحكي عن الوديان الميتة."
- 27 يناير 1917، ذا نيو ريبابليك، "مذبحة بمرسوم".[5]
- 26 فبراير 1917، سيدني مورنينغ هيرالد، "مجازر الأرمن".
- 23 يونيو 1917، ذا إندبندنت، "هل يجب أن تهلك أرمينيا؟."[3]
- 15 يوليو 1917، لوس أنجلوس تايمز، «إغاثة بغداد للأرمن: الأتراك الأفضل يساعدون في رعاية النساء والأطفال؛ الناجون من المذابح يروون الفظائع الفظيعة؛ الألمان يرفضون التدخل في مأساة الموت.»
- 30 سبتمبر 1917، ذا تروي صنداي بادجت، "الأرمن ذبحوا بالفؤوس. شاهد عيان للمذابح يحكي قصة الرعب التي ارتكبها الأتراك."
- 30 سبتمبر 1917، نيويورك تايمز، "قتل الأرمن بالفؤوس على يد الأتراك؛ أعضاء هيئة التدريس في كلية الأناضول من بين أكثر من 1200 قتيل في مارسوفان. قصة واحدة من عدة مذابح كثيرة تحكي الضراوة التي أخبر بها رئيس الكلية، شاهد عيان على أهوال ماروسوفان."
- في 30 سبتمبر 1917، ذا سبوكسمان ريفيو "قيادة الأرمن نحو الذبح. رئيس كلية الأناضول، العائد مؤخرًا، يتعلق بضبط الطلاب والكلية. باع البنات إلى العبودية. الأتراك يهدفون إلى إنهاء المسألة الأرمنية بمحو هذا الشعب."
- 30 سبتمبر 1917، لوس أنجلوس تايمز، «جرائم القتل التركية تتحدى العلاقة: وزير من الجبهة يحكي عن فظائع الحرب؛ ملابس الأطفال هي جائزة الموت؛ المعاناة في أرمينيا رويت بوضوح».
- 18 أكتوبر 1917، كورنيل دايلي صن، "الأتراك يدفنون الأطفال الأرمن أحياء أثناء أدائهم الإبادة. القس هنري إتش ريجز، عامل تبشيري، يحكي أسلوب القتل بالجملة. صور تثبت حكايات. حليف ألمانيا يبدو أنه عازم على انقراض الأرمن بالكامل. هياكل عظمية تغطي الصحراء. قصة الترحيل من تركيا إحدى القسوات التي لا تصدق. "
- نوفمبر 1917: نيويورك تايمز - التاريخ الحالي " الأرمن قُتلوا بالفؤوس على أيدي الأكراد."

#### 1918
- 27 يناير 1918، ذا صن، "جهد موصوف لمحو أمة في كتاب مثير لمراسل حرب ألماني".
- مارس 1918، مجلة الصليب الأحمر، "أعظم رعب في التاريخ" - هنري مورغنثاو".[3]
- 18 مارس 1918، ذا تايمز، "غنائم الأتراك في أرضروم. المزيد من الفظائع الأرمنية."[وصلة مكسورة]
- 21 مارس 1918، ماينرال كانتري بريس، "أهوال حلب".
- 28 أبريل 1918، نيويورك تريبيون، "الأرمن في خوف من الإبادة".
- أغسطس، 1918، عمل العالم، "قصة السفير مورغنثاو".[3]
- أكتوبر 1918، عمل العالم، "الهمجية التركية تجاه الرهائن".[3]

#### 1919
- 2 يناير 1919، لو بوتيت باريزيان، "مراجعة" الباريسية الصغيرة «على المذابح الأرمنية: 1.5 مليون ضحية».
- 4 يناير 1919، سبوكان كرونيكل، "الأتراك ينتهكون شروط الهدنة، دولة الشهود. استغلوا الفرصة الأخيرة لتعذيب الأرمن العاجزين.".
- 6 يناير 1919، بورت بيري ريكوردر، "المذبحة الأرمنية: مقتل 50 في المائة من الشعب".
- 11 يناير 1919، كولفيل إكسامينير، "أهوال حلب".
- 12 فبراير 1919، نيويورك تايمز، "بداية المحاكمات التركية. حاكم ديار بكر أول من يحاكم على المذابح".
- 15 فبراير 1919، لو فو، "لأرمينيا".
- 28 مارس 1919، سبوكان كرونيكل، "ذبح المزيد من الأرمن".
- 14 أبريل 1919، نيويورك تايمز، "الأتراك يشنقون كمال بك لمذابح الأرمن".
- 26 أبريل 1919، سبوكان كرونيكل، "محو الشعب الأرمني مع تأخير السلام".
- 1 يونيو 1919، نيويورك تايمز، " الفتيات الأرمن سخبرن عن المجازر. ضحايا الهرب من القسوة التركية والشركسية يروون تجربتهم. اعتقلوا عراةً ويتضورون جوعًا. المئات ذبحوا مع الأندية كأطراف يصل عددهم إلى 5000 تم نقلهم إلى الصحراء السورية".
- 7 يونيو 1919، نيويورك تايمز، "تقارير آسيا الصغرى تتطلع إلى أمريكا".
- 27 يونيو 1919، نيويورك تريبيون، "فصل آخر في اعتراف ألمانيا بالذنب التركي".
- 13 يوليو 1919، نيويورك تريبيون، "ألمانيا تعترف في سجل سري بجرائم شريكها التركي في أرمينيا".
- 30 يوليو 1919، سبوكان كرونيكل، "عرق الأرمن كله في خطر".
- 31 يوليو 1919، ذا بريسبي دايلي ريفيو، "الأتراك يتقدمون على الأرمن على ثلاثة جوانب؛ الولايات المتحدة عاجزة عن تقديم المساعدة. الإغاثة الأمريكية مقطوعة، مخاوف من إبادة الأمة الأرمنية بأكملها، والتي تعد الولايات المتحدة انتدابًا لها".
- أغسطس 1919، ذا ناشيونال جيوغرافيك، "بين المجازر في وان".[3]
- 1 أكتوبر 1919، نيويورك تريبيون، "الأتراك يذبحون جميع الأرمن، ومجلس الشيوخ قد أُخبر. وزارة الخارجية تعلن أن الأمة كلها ستنتهي في شهر ما لم يرسل الكونغرس قوات.".
- نوفمبر، 1919، ناشيونال جيوغرافيك، "أرض الموت المطارد".[3]
- 19 ديسمبر 1919، ذا ماوي نيوز، "قد يتم إبادة الأرمن إذا رفضت الولايات المتحدة تقديم المساعدة".
- 19 ديسمبر 1919، هولت كونتي سينتينيل، "كيف يُبعد المصير الأرمن".

#### 1920
- 4 يناير 1920، ذا مينيابوليس جورنال، "وصول الضحية الأولى للأتراك القتلة إلى المدينة".[25]
- 14 فبراير 1920، ذا توليدو نيوز-بي، "مقتل 2000 أرمني"
- 17 فبراير 1920، ذا مينيابوليس مورنينغ تريبيون، "الهجوم لا يزال قيد التقدم"
- 28 فبراير 1920، ذا إندبندنت، "هل تهلك أرمينيا؟ " بقلم هنري مورغنثاو
- 29 فبراير 1920، بيسبي دايلي ريفيو، "الأرمن يموتون بالآلاف في المذابح".
- 1 مارس 1920، بطرسبرغ بريس، "مقتل 10 آلاف أرمني على يد الأتراك في سيليكيا".
- 2 مارس 1920، ذا تايمز، "مسيرة المذابح. قتل 16 ألف أرمني من أصل 22 ألف.[وصلة مكسورة]
- 3 مارس 1920، ذا تايمز، " مجازر الأرمن. الأتراك في سيليسيا.[وصلة مكسورة]
- 8 مارس 1920، ذا أورشليم نيوز، "برقية رويترز".
- 8 مارس 1920، ذا تورنتو وورلد، "الحلفاء يخطرون تركيا بضرورة وقف المذابح الأرمنية".
- 17 أبريل 1920، بطرسبرغ بريس، "تجدد المجازر الأرمنية من قبل الأتراك".
- 5 أيلول (سبتمبر) 1920، ذا واشنطن تايمز، "كيف طهرها العلم من ماركة العار التركية القاسية".

#### 1921
- 4 يونيو 1921، ذا سيدني مورنينغ هيرالد، "مات مليون. ماذا عانت أرمينيا"
- 23 نوفمبر 1921، ذا مينيابوليس جورنال، "الفتاة الأَمةْ للأتراك التي وجدت ملجأً في المدينة، الآن تجد السعادة كعروس"[25]

#### 1922
- 25 فبراير 1922، ليتارايري دايجست، «النهاية المأساوية لأرمينيا»[7]
- أكتوبر 1922، نيويورك تايمز، "جرائم سوء الحكم التركي"[7]
- 28 نوفمبر 1922، سان بطرسبرغ تايمز، "الأتراك الرهيبين"

## روابط خارجية
- الإبادة الجماعية للأرمن - أخبار من الصحافة الأمريكية: 1915-1922 على المعهد القومي الأرمني (ANI)
- صحف مينيسوتا ريبورتاج حول الإبادة الجماعية للأرمن، 1915-22 على جامعة مينيسوتا
- نورا أريسيان، الإبادة الجماعية للأرمن في الصحافة السورية في هوفانيزيان ريتشارد ج. الإبادة الجماعية للأرمن: الموروث الثقافي والأخلاقي، ناشرو المعاملات، 2011 (ردمك 9781412835923)
- فاهان دادريان، توثيق الإبادة الجماعية للأرمن في المصادر التركية ، معهد المحرقة والإبادة الجماعية، 1991
- The Armenian genocide as reported in the Australian press. Armenian National Committee of Australia. 1983. مؤرشف من الأصل في 2020-05-30.